# 과두제의 철칙

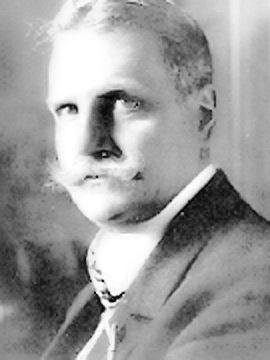
과두제의 철칙을 고안한 사회학자 로베르트 미헬스

과두제의 철칙은 독일의 사회학자 로베르트 미헬스가 1911년 저서 《정당사회학》에서 제시한 정치이론으로, 아무리 민주적인 조직이라도 조직운영의 "전략적, 기술적 필요상" 소수의 엘리트에 의한 과두 지배가 필연적인 철칙으로 나타난다고 주장한다. 소수자 지배 이론 중 하나이다.
미헬스의 이론은 모든 복잡한 조직은 처음에 얼마나 민주적이었나와 관계없이 결국 과두제의 성격을 가지게 될 것이라 예측한다. 미헬스는 충분히 크고 복잡한 조직은 순수한 직접 민주주의 원리로만 운영될 수 없으므로, 선거든 기타 방법을 통해서든 조직의 권력이 항상 그 집단 내 몇몇 개인에게 위임된다는 사실을 관찰했다.
1911년 저서에서 미헬스는 독일 사회민주당을 위시한 좌파정당이나 무역 조합 등 민주적 운영을 지향하는 집단의 사례를 분석하며, 조직이 비대화될수록 오히려 소수자 지배가 강해지는 법칙을 대의 민주주의에 적용하고, "조직이 있는 곳엔 과두제가 있다."고 썼다. 더 나아가 "역사적 진보는 과두제 출현을 방지하기 위한 모든 예방적 조치를 조롱한다."고까지 표현했다.
미헬스에 따르면 모든 조직은 결국 "지도 계층"에 의해 운영되며, 이들은 대부분의 경우 조직을 위해 활동하고 대가를 받는 관리자, 행정가나 대변인, 정치전략가 등 관료제적 모습으로 나타난다. 이들 "지도 계층"은 대중을 위한 봉사자와는 거리가 멀고, 필연적으로 점차 조직의 일반 구성원을 대신해 조직의 권력 구조를 지배하는 주체로 성장한다. 정보에 대한 접근을 통제함으로써, 권력층은 성공적으로 권력을 집중시키며, 보통 조직의 의사결정 과정에 대한 일반 조직원들의 무관심과 무심함, 미참여 때문에 책임성이 거의 없다. 미헬스는 지도자 직위를 책임성 있게 유지하려는 민주적 시도들은 실패하기 쉽다고 주장하는데, 이는 권력을 가지면 충성을 보상할 능력, 조직에 대한 정보를 통제할 능력, 의사결정절차를 통제할 능력 등이 생기기 때문이다. 이상의 권력기제들은 구성원들이 '민주적으로' 산출하는 어떠한 의사결정이라도 그 결과에 강력한 영향을 미치는데 사용될 수 있다.
미헬스는 엘리트 지배를 소멸시키려는 대의 민주주의의 공식적 목표는 성취 불가능하고, 대의 민주주의란 특정 엘리트 집단의 지배를 정당화하는 외피이며 엘리트 지배(과두제)는 필연적이라 주장한다. 이는 막스 베버의 지도자 민주주의(Führerdemokratie)의 영향을 받은 것이다. 나중에 미헬스는 이탈리아로 이민가 무솔리니의 파쇼당에 가입하는데, 그는 그것이 근대 사회의 정당한 다음 단계라 믿었다. 미헬스의 논문은 전후 미국에서 조합민주주의에 대한 연구가 활성화되고 메카시즘으로 인한 적색공포가 확산되면서 다시 유명해졌다.

## 역사
1911년 미헬스는 유럽의 사회주의 정당들은 역설적으로 그들의 민주주의 이념과 대중의 참여라는 이념적 전제에도 불구하고, 전통적인 보수 정당들처럼 그들의 지도자들에 의해 지배되고 있는 것처럼 보인다고 주장했다. 미헬스의 결론은 그 문제가 조직이라는 집단의 본질에 있다는 것이었다. 과거에 비해 민주적인 현대일수록 혁신적인 목표를 가진 조직을 만들 수 있지만, 이러한 조직들이 점점 더 복잡해지면서, 해당 조직들은 덜 민주적이고 덜 혁신적인 조직이 되었다. 미헬스는 이와 같은 주장을 통해 "조직과 과두제의 철칙"을 공식화했다.
과두제의 철칙을 공식화했을 당시, 그는 아나르코생디칼리즘의 추종자였다. 그의 이론은 이후 이탈리아의 베니토 무솔리니의 파시즘 정권의 중요한 사상적 기반이 되었다.

## 이론
미헬스는 과두제의 철칙에 있어 기본적인 몇 가지 요소들을 강조했는데, 한 학자는 그것을 다음과 같이 요약했다. "관료제가 발생한다. 관료제가 발생하면 권력이 강해진다. 그리고, 권력은 부패한다." 미헬스는 대규모 조직은 그 크기가 점점 커질수록 효율성을 유지하기 위해 관료체제를 만들게 될 것이라고 지적했다. 조직이 효과적으로 기능하려면 중앙에 권력이 집중된 형태가 되어야 하며, 결국 이렇게 집중된 권력은 소수의 손에 들어가게 된다. 권력을 잡은 소수, 즉 과두들은 그들의 권력을 보존하고, 또한 증가시키기 위해 필요한 모든 수단을 사용할 것이다.
미헬스에 따르면, 수천, 혹은 수십만이 참가하는 대규모 조직에서 이들 회원은 참여 민주주의를 통해 결정을 내릴 수 없기 때문에, 이것의 해결을 위해 조직은 위임자를 만들게 되고, 이 위임자들로 인해 위의 과정은 더욱 복잡해진다. 이러한 문제들은 미헬스가 "사람들은 이끌려갈 필요성을 느낀다"라고 말했듯이, 많은 사람들이 만나고 토론할 수 있는 기술적 수단의 부족 등에 의해 발생했다. 그러나 위임은 리더십 중에서도 기술 및 자원 개발 등을 골자로 하는 전문화로 이어지며, 이로 인해 리더십은 사석에서의 리더십과는 격리되고 공직에서의 리더십이 강화된다. 미헬스는 또한 조직 내 리더들에게 "지배하려는 욕망은 보편적이다. 이것이 기본적인 심리적 요소다"라고 말했다. 따라서, 리더들은 권력과 조직의 지배를 추구하는 경향이 있다.
관료화와 전문화는 철칙의 원동력이다. 이것들은 계층제로 된 조직에서 전문적인 관리자 그룹의 부상을 이끄는 원인이 되며, 이는 결국 권위와 의사결정의 합리화 및 일상화로 이어진다. 이러한 이론은 막스 베버, 존 케네스 갤브레이스, 피터의 법칙 등에 의해 정의되었다.
관료제는 리더들을 향한 권력의 집중으로 이어진다. 리더들은 제재와 보상에 대한 통제권을 가지고 있다. 그들은 그들의 의사를 퍼뜨리는 사람들을 밀어주는 경향이 있어, 결국 필연적으로 과두제로 이어진다. 사람들은 결국 평균 이상의 정치 능력을 가지고 있기 때문에 리더가 된다. 그들이 경력을 쌓을수록 그들의 권력과 권한은 강해진다. 리더들은 일반 대중이 알지 않았으면 정보를 검열하면서 채널을 통해 흘러가는 정보를 통제한다. 리더들은 또한 자신들의 견해가 옳다는 일반 대중들의 평가을 얻기 위해 상당한 양의 자원을 투입한다. 이것은 대부분의 사회와 양립한다. 사람들은 권위를 가진 사람들에게 복종하도록 가르침을 받는다. 따라서 일반 대중은 낮은 자주성을 가지며, 그저 리더들의 판단과 지시를 기다린다.

## 시사점
과두제의 철칙은 그들이 얼마나 민주적인지에 상관없이 모든 형태의 조직은 결과적으로 불가피하게 과두 정치의 성향으로 나아갈 것이며, 따라서 진정한 민주주의는, 특히 대규모 집단과 복잡한 조직에서는 실질적으로든 이론적으로든 불가능할 것으로 명시하고 있다. 과두제의 철칙에 따르면 민주주의와 대규모 조직은 양립할 수 없다.

## 예시와 예외
미셸이 자신의 책에서 사용한 예시는 독일의 사회민주당이다.

## 기타
과두제의 철칙은 조제 오웰의 디스토피아 소설 1984에 나오는 "과두적인 집단주의의 이론과 실천"에 나오는 개념과 비슷하다. 책은 다음과 같이 시작한다.
기록된 시간 내내, 그리고 아마도 종말 이후에도, 세상에는 세 종류의 사람들, 즉, 높은 계층의 사람들, 중간 계층의 사람들, 낮은 계층의 사람들이 있었다. 그들은 여러 가지 방법으로 세분화되었고, 셀 수 없이 많은 다른 이름들을 가졌고, 그들의 상대적인 숫자와 서로를 대하는 태도는 연령에 따라 다양해졌지만, 사회의 본질적 구조는 결코 변하지 않았다. 거대한 격변과 돌이킬 수 없을 것처럼 보이는 변화 이후에도, 자이로스코프가 아무리 멀리 떠밀려도 항상 평형상태로 돌아오는 것처럼, 항상 같은 패턴이 나타났다.

## 추가 자료
- Celine's Second Law
- Elite theory
- Iron triangle (US politics)
- Iron law of bureaucracy (Jerry Pournelle)
- O'Sullivan's first law
- Plato's five regimes
- Post-democracy
- Public choice
- Sortition
- The World Is Flat

## 같이 보기
- 철의 삼각
- 파킨슨의 법칙
- 공공선택론
- 추첨

## 참조
- Michels, Robert. 1915. Political Parties: A Sociological Study of the Oligarchical Tendencies of Modern Democracy. Translated into English by Eden Paul and Cedar Paul. New York: The Free Press. From the 1911 German source.
- Robert Michels und das eherne Gesetz der Oligarchie by Gustav Wagner in "Wer wählt, hat seine Stimme abgegeben" Graswurzel Revolution pp. 28.
- Nodia, Ghia. “Democracy’s Inevitable Elites.” Journal of Democracy 31, no. 1 (2020): 75–87.